# Albin Koroški
Albin Koroški (latinsko Albuinus ali Albinus; nemško Albin ali Albuin), tudi Albuin oziroma Albuin Briksenški – koroški palatinski plemič iz rodu Aribonov, škof in svetnik, * okrog 945 Koroško, † 5. februar 1006, Briksen (Južna Tirolska, Sveto rimsko cesarstvo).

## Življenjepis

### Ime, poreklo in delovanje
Ime Albin pomeni v latinščini (latinsko Albinus) bel; v starovisokinemščini (nemško Albuin) pa plemenit prijatelj.
Albin se je rodil kot sin karantanskega mejnega grofa palatina Albuina in njegove žene svete Liharde okrog 945 na Koroškem.
Njegova sorodnika in sodobnika sta bila vplivna škofa: blaženi Pilgrim v Passavu  ter blaženi Hartvik v Solnogradu.  V sorodstvu si je bil tudi s cesarjem svetim Henrikom II.

### Gospodarjenje med sorodniki
Za poravnavo stroškov med študijem v stolni šoli v Briksnu - ko je bil še diakon - mu je podarila njegova mati veleposestvo Kamen pri Mohličah. Briksenška stolna šola je v zvezi z njegovim šolanjem prvič omenjena. Kot priča te podaritve je bil njegov brat Aribo.

#### Pogodba z bratom in sestro
Njegov brat Aribo (ali Aripo) je omenjen večkrat - tudi v tej pogodbi:
| Nemško besedilo | Slovenski prevod |
| --- | --- |
| 993/c.1000. Bischof Albuin vergleicht sich mit seinem Bruder Aripo um ein Gut zu Lippendorf (westlich Völkermarkt, Kärnten), das Schloß Stein im Jauntal (Kärnten) und ein Gut zu Aschau (südwestlich Mühldorf). | Med 993 in 1000 se škof Albin pogodi s svojim bratom Aripom za posestvo pri Lipovem (ali Lipjem, zahodno od Velikovca na Koroškem), za grad Kamen v Podjuni (Koroško) in neko posestvo pri Aschavu (jugozahodno od Mühldorfa na Innu na Bavarskem). |

V eni izmed pogodb je omenjena tudi njegova sestra Gepa:
| Nemško besedilo | Slovenski prevod |
| --- | --- |
| C. 995/1005. Albuin schenkt seiner Schwester Gepa und ihrem Gemahl Pezili ein Gut zu Gösseldorf. C. 995/1005. Derselbe vergleicht sich mit seinem Bruder Aribo um einen zum Gute Stein gehörigen Wald. 1006 (?) Mai 29. Erwähnt, dass Truta, Tochter Aribos (C. 13.) "nepta" Bischof Albuins war. | Med 995 in 1005 podari Albin svoji sestri Gepi in njenemu možu Peziliju posest v Goselni vasi pri Klopinjskem jezeru. V istem obdobju se sporazume z bratom Aribom glede nekega gozda na posestvu Kamen. 29. maja 1006 (?) je omenjena Truta, Aribova hčerka, bratranka škofa Albina. |

#### Albinova družina
Albin je imel torej dva brata in dve sestri. Zgodovina poroča, da sta njegova starša - Albuin in Liharda - imela pet otrok. Najstarejši je bil Hartvik (Hartwich), ki je bil rojen okoli 930, in je bil – kot njegov oče – palatin v Karantaniji. Drugi brat je bil Aribo (ali Aripo), ki se je rodil okoli 935 in je bil mejni grof v Podjuni in ob Dravi. Tretji sin – sveti Albin – je bil rojen okrog 945 in je bil zadnji škof v Sebnu ter prvi škof v Briksnu. Starejša sestra Gepa (oziroma Geupa) je bila poročena s plemičem Pezilijem (oziroma Pezzilinom), mlajša sestra pa je bila Vezela (ali Wezala). 

## Škof

### Škofijski sedež vSebnu
975 ga je posvetil za škofa v Sebnu solnograjski nadškof Friderik.
Prvič ga omenja listina z dne 8. septembra 977 kot „škofa v Säbnu in Briksnu“.  
Bogato arheološko najdišče; nekdanji benediktinski, pozneje kapucinski samostan in grad Seben/Sabiona se nahaja na višini 673 m, a spada v občino z okrog 5000 prebivalci in z bližnjim – za lučaj kamna oddaljenim istoimenskim središčem Klausen/Chiusa, ki pa leži že precej nižje, na višini 523 m. Pod gradom teče reka Eisack/Isarco: srednjeveško naselbino krasijo čudovite fasade, ozke ulice in živobarvne stisnjene hiše v okrilju gotskih cerkva. Starodavna gostišča so gostila slavne goste; v srednjem veku je prav skozi sredo mesteca vodila edina cesta od prelaza Brennerja kot najbolj prometna pot proti jugu.
Najprej je imel torej Albin svoj sedež v tem odročnem in hribovitem samostanu Seben, kot kraj imenujejo starejše listine. 

### Prenos škofijskega sedeža
Škof Albin je želel, da bi bil njegov škofovski sedež bolj dostopen ljudem, njemu samemu pa bolj pristopna njegova posest, ki bi bila bliže škofijskemu središču. Zato je prestavil svoj škofijski sedež leta 990 iz skalnatega in revnega Sebna v ravninski, rodovitni in bogati Briksen, ki se je medtem razvil v lepo mesto in kulturno središče dežele, in danes šteje okrog 23.000 prebivalcev. 
Ti ukrepi so vplivali tudi na zavetnika briksenške stolnice. Namesto svetega Štefana je postal zavetnik sveti Kasijan, da bi tako trdneje povezal staro in novo središče tudi v verskem smislu.
Škof Albin je prenesel škofijski sedež v Briksen in ga omenjajo kot graditelja tamkajšnje stolnice – na podobah drži v rokah njeno maketo. Dal je tudi prenesti v slovesni procesiji relikvije svojega predhodnika Ingenina iz Sebna v Briksen. Albinovi ostanki pa so bili položeni na veliki oltar v stolnici 1141. Na ta način so postali sozavetniki škofije: Ingenin – prvi izpričani škof Sebna, Albin – prvi škof Briksna, ter Kasijan – domnevni prvi škof sebenske škofije. Med potekom Drugega vatikanskega koncila je bila preurejena tudi škofija v Briksnu: 1964 je bila preimenovana v Bozen/Bolzano-Briksen/Bressdanone, ter je postal sozavetnik škofije še Vigil.   

### Pridobivanje posesti
Albin je prejemal obilne nadarbinske darove za svojo škofijo od cesarjev Otona II. in Henrika II.
V nemirnih vojnih časih sta se odlikovala s posebno zvestobo do mladega svetorimskega cesarja škofa Pilgrim in Albin, ki je Otona večkrat spremljal na njegovih vojnih pohodih. V zahvalo je cesar potrdil škofu velike pravice: „da ne sme noben javni sodnik, noben grof, ne župan, sploh nobena svetna gosposka izvrševati na cerkvenih posestvih sodnih dejanj, ne zahtevati od škofijskih podložnikov nobenih davkov in jim nalagati nobenih bremen“. 

#### Posesti naKoroškem
S to listino mu je podelil svetorimski cesar Oton dvorec Ribnico. Tam blizu danes nahajamo Ribnico ob Vrbskem jezeru.  Od prvotnega gradu ni ostalo skoraj ničesar; na tem mestu je zdaj prekrasen Grad Ribnica, ki ga imenujejo tudi „Mali Miramar“ in je sedaj v lasti občine Otok, ki ga je odkupila od prejšnjih lastnikov v precej nepreglednih okoliščinah za zasebno galerijo.   
Cesar Oton je škofu Albinu daroval tudi nekaj posestev v Beljaku: pristavo s cerkvijo in graščino.

#### Posest naNemškem
Albin je bil že od začetka zaupnik novega kralja in pozneje cesarja Henrika II. (vladal od 1004 kot kralj, od 1014-1024 kot cesar), ki ga je spremljal h kronanju v Aachen; že prvo leto svoje vladavine mu je podaril v Regensburgu dvor v mestu in pristavo zunaj mesta kot bivališče za časa deželnih in državnih zborov.

#### Posesti naKranjskem
Ko je spremljal Henrika II. na pohodu v Italijo, mu je le-ta v Tridentu dal listino, v kateri mu izroča v trajno last biser današnje Slovenije, kjer pravi:
»Če povzdigujemo in povišujemo Božje cerkve z rečmi, ki nam jih je Bog podaril, upamo, da za to ne bomo prejeli samo človeške hvale, ampak tudi plačilo od Boga. Zato naj dobro pomnijo vsi naši zvesti podložniki, sedanji in prihodnji, da smo v tolažbo duši svojega ljubljenega prednika Otona, vzvišenega cesarja, in za dušo našo in naše ljubljene soproge kraljice Kunigunde darovali posestvo Bled častitemu škofu Albinu.«
To je zadnji dogodek, ki nam ga je o njem ohranila zgodovina.

## Smrt in čaščenje

### Smrt
Glede dneva njegove smrti se vsi viri strinjajo, da je umrl 5. februarja; glede letnice pa ne; ena legenda pravi:
| Nemško besedilo | Slovenski prevod |
| --- | --- |
| (Am 5. Februar:) Der heil. Albin oder Albuin, Bischof zu Brixen. Er war Anfangs Bischof von Seben, lebte in ausgezeichneter Heiligkeit als eifriger Hirt, und starb den 5. Februar um’s Jahr 1015. | (Na dan 5. februarja goduje:) Sveti Albin ali Albuin, škof v Briksnu. Najprej je bil škof v Sebnu, živel v najodličnejši svetosti kot goreč pastir, in umrl 5. februarja okoli leta 1015. |

Danes sprejemajo zgodovinarji zgodnjejšo letnico. Nekateri omahujejo med 1005 in 1006,  ; v glavnem pa soglašajo, da je umrl leta 1006. 

### Čaščenje
Albuin je torej umrl 5. februarja 1006. Zgodovina poroča, da je bilo to žalostno leto lakote in vsesplošne stiske. Ljudstvo je vsesplošno žalovalo za očetom ubogih in bolnih, katerim je posvečal nesebično skrb.
Češčenje se je začelo takoj po njegovi smrti. Že pod škofom Hugom, ki je bil izvoljen okoli 1099, so zgradili oltar v čast svetemu Albinu; njemu so posvečevali nadarbine in njegov spomin so v briksenški škofiji praznovali skupaj s svetim Ingeninom. Poročajo o številnih čudežih na njegovo priprošnjo, vendar so se tozadevni zapisi porazgubili.

### Med zavetniki briksenške škofije
Ko je prenesel Albin škofijski sedež iz Sebna v Briksen, sta omenjena kot zavetnika blaženi Kasijan in Ingenin, nato Ingenin sam; potem sveti apostol Peter in Ingenin; od časa blaženega briksenškega škofa Hartmana okoli 1140 Ingenin in Albin skupaj z mučencem Kasijanom; skozi zadnja stoletja pa Albin skupno z Ingeninom.
V Sebnu so hranili toliko svetih ostankov, da niso več mogli v malo cerkvico-kostnico - in so jih pozneje morali prenesti v večjo cerkev. Tudi zategadelj je Albin prenesel Ingeninove kosti iz Sebna v Briksen; tam so jih po starodavni cerkveni navadi pohranili pod velikim oltarjem; blaženi škof Hartman jim je pridružil leta 1141 ostanke svetega Albina, ki so dotlej počivali pred oltarjem svete Neže. Tako starejšima škofijskima zavetnikoma, Ingeninu in Albinu, kot tudi blaženemu Hartmanu, je preskrbel škof Krištof Andrej von Spaur 1603 dragocen nagrobnik. Njegov naslednik nadvojvoda Karel Avstrijski , škof v Briksnu in Breslavu  - je dal po takratni navadi okrasiti kosti teh svetnikov z biseri in dragulji, ter dodelal relikviarije, v katerih počivajo še danes – in so jih potem nosili okrog v slovesnem obhodu.
Avgusta 1814 so skrinjo in okrasje obnovili ter svete ostanke skupno pohranili v briksenški stolnici na Kasijanovem oltarju; na največje praznike jih odprejo in pri tej priložnosti nosijo okrog v procesiji. Glave treh zavetnikov: Ingenina, Albina in Hartmana, so ločili od drugih kosti, ter jih shranili v srebrne naprsnike ter jih predstavili pobožnemu ljudstvu v češčenje. 
V briksenškem samostanu vse do danes hranijo njun nagrobnik iz 16. stoletja z napisom: TVMBA. S. INGENVINI / ET ALBV(I)N, EPISCOPO/RVM. SABIONENSIS. ECCLE/SI. NVNC. BRIXNENSIS.
V nekem koledarju iz 1441 je njun praznik označen kot zapovedan. Na briksenški sinodi 1449 pa škof Röttl toži, češ da njun praznik po nekaterih krajih škofije sicer praznujejo s počitkom, ne pa tudi z udeležbo pri maši; zato je ukazal vsem najslovesnejše praznovanje. Neka listina kardinala Cusana (1450-1464) odkriva, da je spadal njun praznik med najslovesnejše - solemnitas prime classis.

#### Škofijska in farna zavetnika
Leta 1141 ga je razglasil Albinov naslednik škof Hartman skupaj s svetim Ingeninom za zavetnika briksenške škofije.
1. Zato je bila kapelica na Blejskem gradu posvečena obema: svetemu Albinu in Genuinu.
2. Prav tako je obema posvečena cerkev v Koroški Beli.[35]

Mnoge cerkve, ki se nahajajo v bližini škofijskega sedeža, so sprejele Ingenina in Albina za sveta zavetnika zaradi njune krepke zaščitniške moči, med njimi:
1. župnija Hippach v Schwendavu na Tirolskem; tam še:
2. Arzl im Pitztal[45],
3. Untertilliach na Vzhodnem Tirolskem[46],
4. Hötting[47]

Na Južnem Tirolskem:
1. Saubach/San Ingenuino v Barbianu[48];
2. Kronplatz/Plan de Corones[49];
3. Taisten/Tesido[50];
4. Welschnofen/Nova Levante.

V Welschofnu ob žegnanju prenesejo njuna kipa z oltarja na okrašeno mizico sredi cerkve, nato ju nosijo v slovesni procesiji; cerkveni pevci pa zapojejo starodavno pesem:
| Gegrüßet seid heut', ihr Hirten, ihr Bischöfe (nemški izvirnik) | Pozdravljena danes, pastirja in škofa (slovenski prevod) |
| --- | --- |
| Gegrüßet seid heut', ihr Hirten, ihr Bischöfe, hochverehrt, die uns zu Christus führten und Gottes Volk gelehrt! Ingenuin und Albuin, euch stellte Gottes Gnad an trüber Zeiten Wende, zu weisen Ziel und Pfad. Ihr mächtgen Helfer beide, wacht über unsern Ort. schenkt uns die Gottesfreude, bewahrt der Liebe Hort! Und wo der Glaube schwindet, die Hoffnung fast zerbricht, da kündet und entzündet der frohen Botschaft Licht! | Pozdravljena danes, češčena pastirja in škofa, ki sta nas vodila h Kristusu in učila Božje ljudstvo! Ingenin in Albin, vaju je postavila Božja milost na obratu mračnih časov za moder cilj in pot. Mogočna pomočnika, čujta nad našim krajem! Naklonita nam Božje veselje, obvarujta nam ljubo zavetje! in kjer pojema vera, in upanje skoraj propada, tja pošljita in prižgita luč veselega oznanila! |

### Spominki
V briksenški stolnici spominja na zavetnika Albina ter Ingenina več reči, med njimi podob in kipov. Njima je posvečen tudi zvon v severnem zvoniku stolnice z latinskim napisom:
| Latinsko besedilo                                                                                   | Nemški prevod | Slovenski prevod                                                                                          |
| --------------------------------------------------------------------------------------------------- | --- | --- |
| „Pater sancte, facias nos filios ingenuos - S. Albuine conserva nostram aedem, quam elegisti sedem“ | Heiliger Vater, mach uns zu echten Kindern! Heiliger Albuin, bewahre unser Gotteshaus, das du dir zu deinem Sitz erwählt hast! | Sveti oče, napravi nas za prave otroke! Sveti Albin, obvaruj našo hišo, ki si si jo izbral za svoj sedež! |

Ohranjena je posebna skrinja („Kesel“), škofova palica, pa tudi večernični plašč svetega Albina, kar vse hranijo v Škofijskem muzeju v Briksnu na Hofburgu. Ta plašč je bil darilo bizantinskega cesarja – z bizantinskim orlom, – svetorimskemu cesarju, ki pa je to čudovito vezenino podaril svojemu zvestemu spremljevalcu škofu Albinu.

#### Priprošnjika
Ingenina slikajo z grozdom, Albina pa z jabolkom oziroma s cerkvijo. Svetnikoma se priporočajo ob času suše za pohleven dež.

#### Albinova jabolka
Starodavno izročilo pravi, da je posadil sveti Ingenin (ali Ingenuin) v svojem okolišu priljubljen vrt, prispodobo raja, drevesnico čednosti. Ta vrt veselja je bil skrit vsakomur, ki ga je tja nanesla pot; našel ga je po naključju le sveti Albin ter odnesel iz njega nekaj jabolk, ki se vse do danes imenujejo Albinova jabolka. Ta skrivnostna legenda se prejkone nanaša na čednosti, ki jih je prvi sebenski škof Ingenin posadil v skritosti svojega srca: drevo vednosti življenja in pravičnosti, vrtnico potrpežljivosti, lilijo čistosti, vijolico ponižnosti in druge eksotične dišavne rastline. Ta vrt je našel edino Albin, čeprav so se tudi drugi Ingeninovi nasledniki odlikovali po svetem življenju. Poseben sijaj pa uživa pred njimi Albin zato, ker ga častijo obenem s prečastitim Ingeninom na skupen praznik, na skupnem oltarju kot skupnega zavetnika. 

### God
Dan svetega Albina obhaja
1. Cerkev po Drugem vatikanskem koncilu kot neobvezni god oziroma spomin 5. februarja.
2. škofija Bozen/Bolzano-Brixen/Bressanone kot (obvezni) god
3. škofija Feldkirch in Innsbruck kot nezapovedan god (=spomin)
4. škofija Bozen-Briksen praznuje prenos njegovih kosti 13. maja kot obvezni god.[5]